# Conchagua
Conchagua es un distrito del municipio de La Unión Sur en El Salvador que pertenece al departamento La Unión. Tiene una superficie de 200,64 km² y una población de 24,919 habitantes según el censo oficial de 2024, lo que lo convierte en el tercer distrito más poblado del departamento, y el número 59 a nivel nacional.

## Geografía

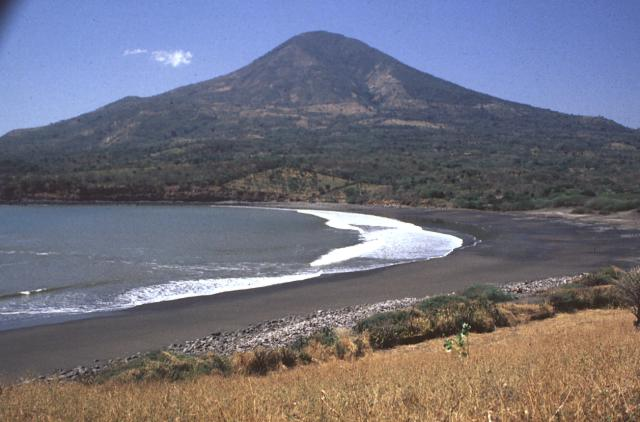
Volcán de Conchagua.

El distrito posee una extensión territorial de 200,64 km², y su altitud varía desde los 0 m s. n. m. hasta 1225 m s. n. m., en la cima del volcán Conchagua. Se encuentra a 184 km de la capital, San Salvador, y se puede acceder a él a 8 km al sur de la ciudad de La Unión, por la Carretera Litoral CA-2.
Por él pasan el río Zompopero, la quebrada El Marial y la quebrada Honda. El clima es de Sabana Tropical Caliente o Tierra Caliente.
Conchagua es una villa muy pequeña ubicada en las faldas del volcán de Conchagua, fundada en 1543.

### Cantones
Consta de los cantones Cerro El Jiote, Conchaguita, El Cacao, El Ciprés, El Faro, El Jagüey, El Pilón, El Tamarindo, Huisquil, Llano Los Patos, Los Ángeles, Maquigüe, Piedras Blancas, Piedra Rayada, Playas Negras, Yologual ,Las Tunas, Loma Larga.

## Economía

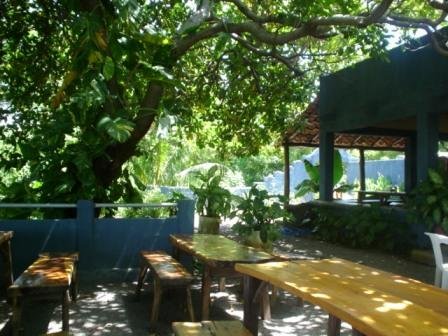
Restaurante.

### Agricultura
El distrito produce granos básicos (maíz, frijol y arroz), así como cultivos permanentes.

### Turismo
Entre los lugares turísticos principales se encuentra el Cerro de Conchagua donde esta un Área Natural Protegida, declarada por el Estado con senderos y miradores hacia el Golfo de Fonseca. Además pueden divisarse Honduras y Nicaragua, las playas del Tamarindo, Las Tunas (cuenta con hoteles y restaurantes), Playas Negras y el Jagüey; el parque central de Conchagua con una de las iglesias más antiguas del país fundada en el año 1693.
Actualmente se encuentra lo que es el mirador el espíritu de la montaña, que posee distintos servicios, desde la opción camping, y la estadía, así mismo hay diversidad de caminatas, y tiene el mejor amanecer de El Salvador, así mismo se logra ver las islas (Zacatillo, Conchagüita, Meanguera, Martín Pérez y la isla Ilca), que le pertenecen a El Salvador, y 4 islotes pequeños que le pertenece a Nicaragua, y de Honduras se logran apreciar: la Isla Amapala, Isla Sirena, Isla Exposición, Isla Zacate Grande, y la Isla Inglesera,

## Cultura

### Fiestas patronales
Se realizan dos fiestas al año, la titular y la patronal. La titular es del 16 al 20 de enero en honor a San Sebastián Mártir y la segunda que es la patronal, del 22 al 25 de julio, en honor a Santiago Apóstol.

### Patrimonio
El patrimonio cultural arquitectónico de mayor relevancia es la iglesia parroquial, dedicada a Santiago Apóstol, considerada como la iglesia más antigua de El Salvador, construida en 1693. Esta fue construida por Wenceslao Ramírez. En su interior cuenta con las imágenes del Señor de los Milagros, la Virgen de las Nieves y de Santiago Apóstol.

### Patrimonio Cultural Inmaterial

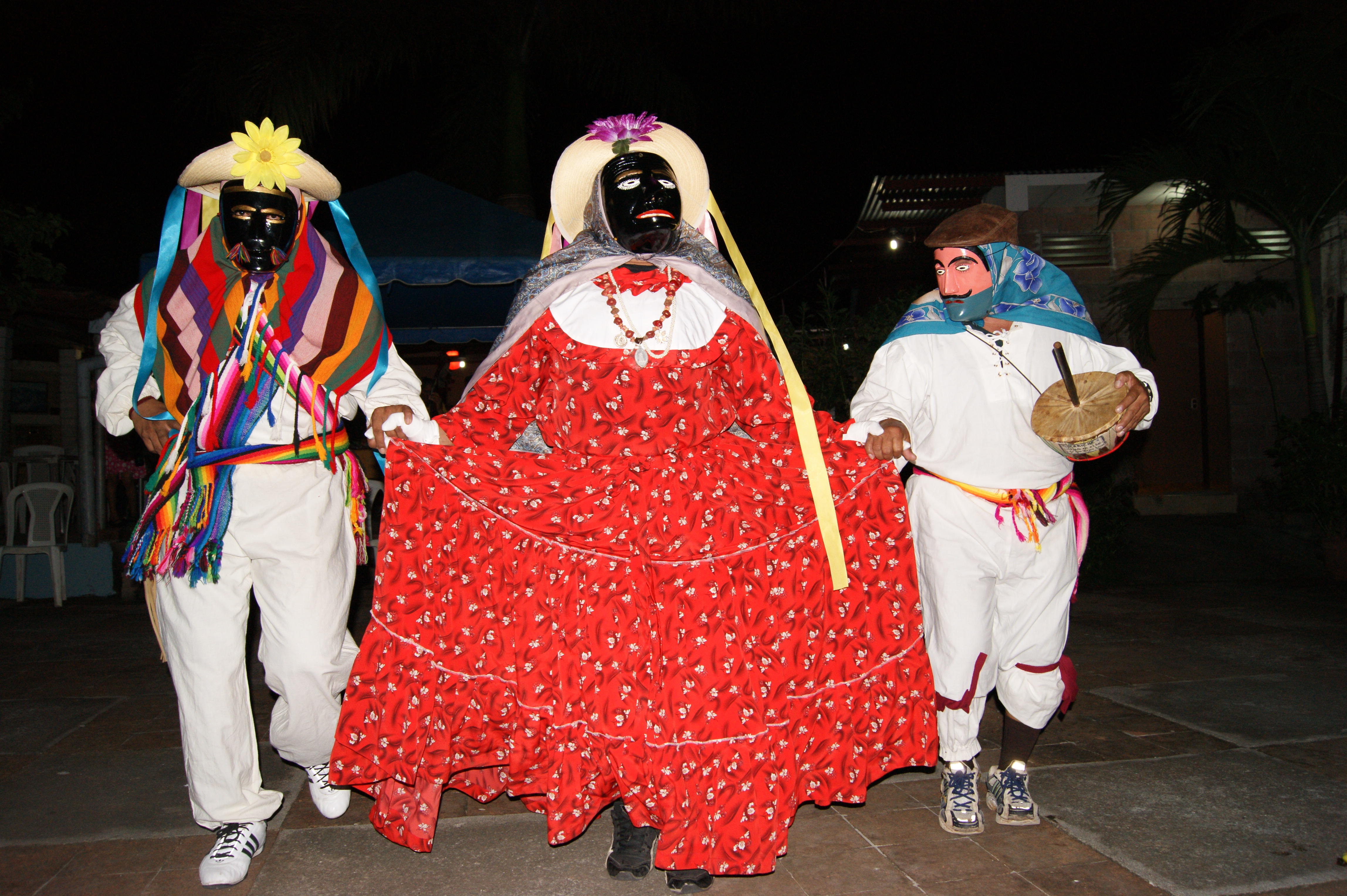
Danza de La Sanjuaneada

Se llevan a cabo danzas folclóricas en las fiestas patronales y otras festividades. Además, se fabrican productos de artesanía en madera y el fruto del morro. 

### Gastronomía
Todos los domingos se realiza un festival gastronómico en la Plaza Central, donde se ofrece comidas típicas, entre la que figuran las pupusas, los pasteles y empanadas, el tiste, el pozol, y la chicha.

### Alcalde
Victoria Gutiérrez 2024-2027

## Etimología
Su nombre en idioma Lenca salvadoreño significa “Valle Estrecho”. Pero según otras versiones, su nombre viene de la deformación del nombre de una heroína local llamada Comizahual, que significa “El tigre que vuela”.